# Península superior de Míchigan
La Península Superior de Míchigan (del inglés: Upper Peninsula of Michigan) es la península situada más al norte de las dos grandes penínsulas que forman el estado de Míchigan de los Estados Unidos de América. Otros nombres habituales son la Península Superior (Upper Peninsula), la U.P., o Míchigan Superior. La península limita al norte con el lago Superior, al este con el río St. Marys, al sureste con los lagos Míchigan y Huron, y al suroeste con el estado de Wisconsin.